# Templeton Carpet Factory

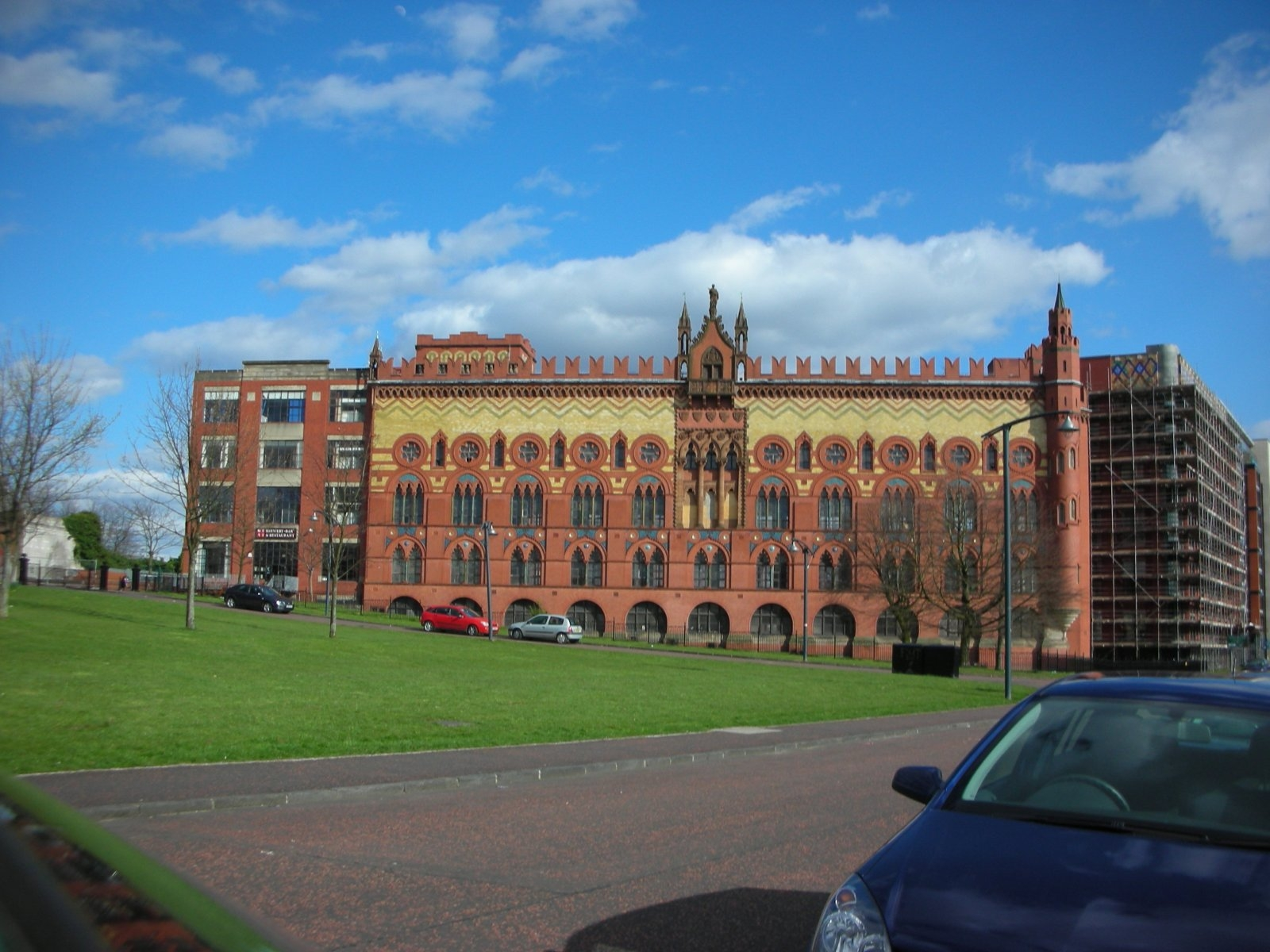
Templeton Carpet Factory

Die Templeton Carpet Factory, heute Templeton on the Green, ist ein ehemaliges Fabrikgebäude und heutiges Geschäftsgebäude in der schottischen Stadt Glasgow. 1966 wurde das Bauwerk in die schottischen Denkmallisten in der höchsten Denkmalkategorie A aufgenommen.

## Geschichte
Das Unternehmen James Templeton & Co produzierte seit 1839 Teppiche. 1857 erwarb der Eigentümer das Gelände in Glasgow, auf dem sich eine Mühle aus dem Jahre 1823 befand. Ein neuer Block, für den Teile der alten Mühle abgebrochen wurden, entstand im Jahre 1869. Das heutige Hauptgebäude wurde 1889 nach einem Entwurf des schottischen Architekten William Leiper errichtet. Am 1. November desselben Jahres stürzte die zu diesem Zeitpunkt bis zur Höhe des fünften Stockwerks fertiggestellte Fassade in einem Sturm ein. Sie stürzte durch das Dach einer nebenliegenden Fabrikhalle, wobei 30 Arbeiterinnen zu Tode kamen. Eine Untersuchungskommission schloss am 20. Dezember 1889, dass zwar Abweichungen von den genehmigten Konstruktionsplänen vorlagen, die komplettierte Mauer jedoch stabil gewesen wäre. Die Konstruktion wurde später fertiggestellt.
In derselben Bauphase entstanden auch flache Webhäuser. Die Backsteinbauten entlang der London Road wurden 1897 erbaut. In den 1930er und 1960er Jahren entstanden weitere Anbauten. Um 1985 wurde die zwischenzeitlich stillgelegte Fabrik zu einem Geschäftsgebäude umgebaut. Redundante Gebäude auf dem Innenhof wurden in diesem Zuge abgebrochen.

## Beschreibung
Die Backsteingebäude befinden sich am Nordrand des Glasgow Greens nahe dem People’s Palace. Der außergewöhnliche Leiper-Flügel an der Westflanke ist im Stile der venezianischen Neugotik ausgestaltet. Die rote Fassade ist mit glasierten andersfarbigen Backsteinen und Fayenceelementen gestaltet. Fenster sind teils spitzbogig als Maßwerke gearbeitet. Schwalbenschwanzzinnen schließen die Fassade.